# شركة تطوير النفط التنزانية
شركة تطوير النفط التنزانية (تي بي دي سي) (السواحيلية: Shirika la Maendeleo ya Petroli Tanzania ) هي شركة النفط الوطنية في تنزانيا ومالكة جميع تراخيص تطوير الطاقة في البلاد. تأسست الشركة بموجب الإشعار الحكومي رقم 140 بتاريخ 30 مايو 1969 بموجب قانون الشركات العامة رقم 17 لسنة 1969. بدأت الشركة عملياتها في عام 1973. وهي شركة شبه حكومية مملوكة بالكامل للحكومة، وجميع أسهمها مملوكة لأمين الصندوق المسجل.  في صيف عام 2015، أصدر برلمان تنزانيا ثلاثة قوانين تشريعية تتناول الطاقة وتؤثر بشكل مباشر على الشركة: قانون البترول لعام 2015، وقانون الصناعة الاستخراجية في تنزانيا (الشفافية والمساءلة) لعام 2015، وقانون إدارة إيرادات النفط والغاز لعام 2015. 
وفقًا لمجلة الإيكونوميست ، "تقدر التقديرات احتياطيات البلاد بما يزيد قليلاً عن 50 تريليون قدم مكعب من الغاز، وهو رقم تعتقد الحكومة أنه قد يتضاعف مع حفر آبار استكشاف إضافية، مما يجعلها مصدرًا محتملاً كبيرًا للإيرادات".